# Stine Bramsen
 Stine Winther Bramsen Simonsen (født 13. december 1986 i Ry) er en dansk sanger og sangskriver, der er bedst kendt som forsanger i popgruppen Alphabeat fra 2004 til 2013 og igen fra 2019.
Som soloartist har Stine Bramsen medvirket som featuring på singler fra Morten Hampenberg & Alexander Brown og fra rockbandet Carpark North.
Hun har desuden sunget temasangen "Good Times" til fjerde sæson af sketchshowet Live fra Bremen. I 2011 samarbejde hun med houseproducer-duoen Morten Hampenberg og Alexander Brown på hitsinglen "I Want You (To Want Me Back)".
Den 24. september 2013 meddelte Stine Bramsen, at hun ville satse på en solokarriere. Den 17. januar 2014 udkom hendes første solosingle, "Prototypical" der er skrevet i samarbejde med Nicolaj Rasted.
I september 2018 samarbejdede Bramsen med DR PigeKoret, Phillip Faber og cellisten Henrik Dam Thomsen og sang ved en koncert i DR Koncerthuset nyklassikerne Du, som har tændt millioner af stjerner af Erik Sommer og Johannes Johansen og Sensommervise af Kirsten og Finn Jørgensen.

## Privat
I august 2011 blev Stine kæreste med Kasper Adsbøll som hun blev gift med i september 2013.

## Dokumentaren 'Sexisme i musikbranchen'
Stine Bramsen var en af 13 kvindelige musikere som i 2024 stod frem i DR dokumentaren 'Sexisme i musikbranchen'. Bramsen delte sine personlige oplevelser med sexisme under sin tid i musikbranchen, især i forbindelse med produktionen af programmet 'Toppen af Poppen' i 2015. Stine Bramsens bidrag til dokumentaren var en del af en bredere samtale, der også involverede andre kendte kvindelige musikere som Mathilde Falch og Katinka Bjerregaard.

## Diskografi

### Albums
- Fiftyseven (2015)
- Blonde & Blank (2022)

### EP'er
- Stine Bramsen (2015)
- Bruised (2018)

### Singler
| År                                                       | Titel                             | Højeste placering | Højeste placering | Certificering      | Album         |
| År                                                       | Titel                             | Download          | Airplay           | Certificering      | Album         |
| -------------------------------------------------------- | --------------------------------- | ----------------- | ----------------- | ------------------ | ------------- |
| 2014                                                     | "Prototypical"                    | 2                 | 1                 | - Guld (streaming) | Stine Bramsen |
| 2014                                                     | "Move Forward"                    | —                 | 7                 |                    | Stine Bramsen |
| 2014                                                     | "The Day You Leave Me"            | —                 | —                 |                    | Stine Bramsen |
| 2015                                                     | "Karma Town"                      | 30                | 17                | - Guld             | Stine Bramsen |
| 2015                                                     | "Woman"                           | —                 | 7                 |                    | Fiftyseven    |
| 2016                                                     | "Cavalry"                         | —                 | 16                |                    | Fiftyseven    |
| 2016                                                     | "Keep Dreaming" (feat. Hedegaard) |                   |                   |                    |               |
| "—" markerer en udgivelse der ikke opnåede en placering. |                                   |                   |                   |                    |               |

Som featuring artist
- The Jam Band featuring Stine Bramsen - "Good Times (Live fra Bremen Sæson 4)" (2011)
- Morten Hampenberg & Alexander Brown featuring Stine Bramsen - "I Want You (To Want Me Back)" (2011)
- Carpark North featuring Stine Bramsen - "32" (2013)
- Volbeat featuring Stine Bramsen - "Dagen Før" (2021), Servant of the Mind